# NGC 7771
NGC 7771 је спирална галаксија у сазвежђу Пегаз која се налази на NGC листи објеката дубоког неба.
Деклинација објекта је + 20° 6' 44" а ректасцензија 23h 51m 24,6s. Привидна величина (магнитуда) објекта NGC 7771 износи 12,1 а фотографска магнитуда 13,0. NGC 7771 је још познат и под ознакама UGC 12815, MCG 3-60-35, CGCG 455-58, IRAS 23488+1949, KCPG 592B, KAZ 348, KUG 2348+198C, PGC 72638.